# 22Gz
Jeffrey Mark Alexander (ur. 29 listopada 1997 w Nowym Jorku), znany zawodowo jako 22Gz – amerykański raper z dzielnicy Flatbush na Brooklynie w Nowym Jorku. Jest uznawany za pioniera sceny drillowej w Brooklynie.

## Wczesne życie
Alexander urodził się 29 listopada 1997 r. na Brooklynie w Nowym Jorku. Wychowywał się w dzielnicy Flatbush. Jego ojciec zmarł przed jego urodzeniem, a jego starszy brat został skazany na 16 lat więzienia. Swoją karierę związaną z muzyką rozpoczął w nowojorskim metrze, wykonując pokazy taneczne.

## Kariera
Po wydaniu singli „Blixky” i „Suburban” w 2016 roku, 22Gz zyskał szybko popularność na YouTube. "Suburban" został wyprodukowany przez londyńskiego producenta drillu AXL Beats. Singiel uważany jest za jeden z pierwszych dużych brooklyńskich piosenek z gatunku drill, które stały się popularne. 22Gz zwrócił na siebie większą uwagę dołączając do wytwórni Atlantic oraz Sniper Gang należącej do rapera Kodaka Black w 2018 roku. Jedna z jego pierwszych piosenek wydanych przez te wytwórnię była „Spin the Block”, piosenka zawierała udział Kodaka Black.
22Gz wydał swój pierwszy mixtape z Atlantic Records, o nazwie The Blixky Tape, w lipcu 2019 roku. Jego kolejny mixtape Growth & Development został wydany 10 kwietnia 2020 roku i był koprodukowany przez londyńskiego producenta drillu Ghosty. Torsten Ingvaldsen z Hypebeast pochwalił mixtape, stwierdzając, że 22Gz ma „burzliwą energię, dostarczając agresywne teksty”.

## Problemy prawne
W 2014 roku 22Gz został oskarżony o spisek w celu popełnienia morderstwa, jednak zarzuty zostały wycofane. 22Gz spędził pięć miesięcy w więzieniu w 2017 roku pod zarzutem morderstwa drugiego stopnia związanego ze strzelaniną w Miami Beach, jednak później zarzuty zostały wycofane.
W 2019 roku Alexander wraz z czterema innymi nowojorskimi raperami, w tym Casanovą, Pop Smokem, Sheffem G i Donem Q, zostali usunięci z Rolling Loud New York na polecenie nowojorskiej policji.

## Dyskografia

### Mixtape'y
| Tytuł                | Informacje |
| -------------------- | --- |
| The Blixky Tape      | - Wydany: 19 lipca 2019 - Wytwórnia: Atlantic Records, WEA International - Format: Digital download, streaming |
| Growth & Development | - Wydany: 10 kwietnia 2020 - Wytwórnia: Atlantic, WEA International - Format: Digital download, streaming      |
| The Blixky Tape 2    | - Wydany: 19 marca 2021 - Wytwórnia: Atlantic Records - Format: Digital download, streaming                    |